# Makenzie Fischer
Makenzie Fischer (Laguna Beach, 29 de março de 1997) é uma jogadora de polo aquático estadunidense, campeã olímpica. É irmã mais nova da também jogadora Aria Fischer.

## Carreira
Fischer fez parte da equipe campeã olímpica pelos Estados Unidos nos Jogos do Rio de Janeiro, em 2016.